# Mizuo-Nakamura-Phänomen
Das Mizuo-Nakamura-Phänomen ist ein spezieller Befund einer Nachtblindheit bei der augenärztlichen Augenspiegelung.
Der Augenhintergrund ist goldgelb oder silbergrau gefärbt, diese Verfärbung verschwindet nach mehrstündiger Anpassung an Dunkelheit, tritt aber nach Lichteinwirkung wieder auf.
Die Bezeichnung bezieht sich auf die japanischen Augenärzte Gentaro Mizuo (1876–1913) und Bunpei Nakamura (1886–1969).
Das Phänomen tritt fast ausschließlich beim autosomal-rezessiv vererbten Oguchi-Syndrom auf.
Bislang wurde eine X-Chromosomal vererbte Erkrankung mit diesem Phänomen beschrieben.